# Hexostoma acutum
Hexostoma acutum är en plattmaskart. Hexostoma acutum ingår i släktet Hexostoma och familjen Hexostomatidae. Inga underarter finns listade i Catalogue of Life.